# Rebecca Johnston
Rebecca Johnstone (ur. 24 września 1989 roku w Greater Sudbury, Ontario, Kanada) – kanadyjska hokeistka, dwukrotna mistrzyni olimpijska w hokeju na lodzie.
Johnstone reprezentowała Ontario podczas Zimowych Igrzysk Kanadyjskich 2006 w hokeju na lodzie kobiet. Podczas tych igrzysk reprezentacja Ontario wygrała złoto. Był to pierwszy sukces Johnstone.
W sezonach 2007-2008, 2008-2009, 2010-2011 i 2011-2012 Johnstone reprezentowała klub Cornell Big Red z Cornell University.
W 2008, 2009 i 2011 roku Johnstone wraz z reprezentacją Kanady wygrali srebro podczas Mistrzostw świata w hokeju na lodzie kobiet, natomiast w 2012 wygrali złoto.
Podczas Zimowych Igrzysk Olimpijskich 2010 i Zimowych Igrzysk Olimpijskich 2014 reprezentacja Kanady wraz z Johnstone wygrali złoto w turnieju kobiet.